# Heino Ruubel
Heino Ruubel (* 17. Juni 1921 in Rõngu; † 13. Mai 1991 ebenda) war ein estnischer Radrennfahrer und nationaler Meister im Radsport.

## Sportliche Laufbahn
Ruubel war im Straßenradsport und im Bahnradsport aktiv. 1936 begann er mit dem Radsport. Nebenbei war er auch im Eisschnelllauf aktiv. 1940 wurde er nationale Meister im Einzelzeitfahren. In den Jahren von 1940 bis 1953 wurde er insgesamt zwölfmal estnischer Meister auf der Bahn und auf der Straße. Von 1947 bis 1952 gewann er zweiundzwanzigmal Silbermedaillen und viermal Bronzemedaillen bei den estnischen Meisterschaften im Eisschnelllauf.
Ruubel wurde von der Roten Armee mobilisiert und nahm am Zweiten Weltkrieg teil. Er wurde in Kriegshandlungen verwundet. Nach dem Krieg arbeitete er als Elektriker sowie als Bauarbeiter. Ehrenamtlich war er einige Jahre Funktionär im Radsport.

## Familiäres
Sein älterer Bruder Endel Ruubel war ebenfalls Radrennfahrer.